# Goniothalamus gabriacianus
Goniothalamus gabriacianus (Baill.) Ast – gatunek rośliny z rodziny flaszowcowatych (Annonaceae Juss.). Występuje naturalnie w Tajlandii, Kambodży, Laosie, Wietnamie oraz Chinach (na wyspie Hajnan). 

## Morfologia
PokrójZimozielone drzewo dorastające do 5 m wysokości.
LiścieMają podłużnie lancetowaty kształt. Mierzą 12,5–22 cm długości oraz 2–4 cm szerokości. Są skórzaste. Nasada liścia jest klinowa. Blaszka liściowa jest o tępym wierzchołku. Ogonek liściowy jest nagi i dorasta do 5–8 mm długości.
KwiatySą pojedyncze, rozwijają się w kątach pędów. Działki kielicha mają owalny kształt i są owłosione od wewnętrznej strony. Płatki mają zielonkawą barwę, zewnętrzne mają podłużnie trójkątny kształt, są owłosione od wewnątrz i osiągają do 12 mm długości, natomiast wewnętrzne są owalne i mierzą 10 mm długości. Kwiaty mają nagie owocolistki o podłużnym kształcie.
OwocePojedyncze mają kształt od podłużnie elipsoidalnego do elipsoidalnego, zebrane w owoc zbiorowy. Są nagie. Osiągają 10–18 mm długości i 5–8 mm szerokości.

## Biologia i ekologia
Rośnie w gęstych lasach. Występuje na wysokości do 800 m n.p.m. Kwitnie od maja do lipca, natomiast owoce pojawiają się od maja do listopada.